# 韩师愈故居
韩师愈故居位于江苏省泰州市海陵区城北扬州路南侧、涵东街106号，为抗日战争时期所牺牲的空军飞行员韩师愈在泰州的住所，为纪念韩师愈，抗战胜利后曾将故居外的王朝巷扩宽后命名为师愈路，即今日的涵东街前身。